# Juraj Celidonio
Juraj (Georgio) Celidonio (fl. 1518. – 1520.), hrvatski graditelj orgulja koji je djelovao u Splitu. Stilski je djelovao pod utjecajem talijanskih graditelja, s naglaskom na mletačke.
Popravio je orgulje u kotorskoj katedrali sv. Tripuna 1518. godine.